# Erythrina livingstoniana
Erythrina livingstoniana är en ärtväxtart som beskrevs av John Gilbert Baker. Erythrina livingstoniana ingår i släktet Erythrina och familjen ärtväxter. Inga underarter finns listade i Catalogue of Life.